# Euphydryas aurinia

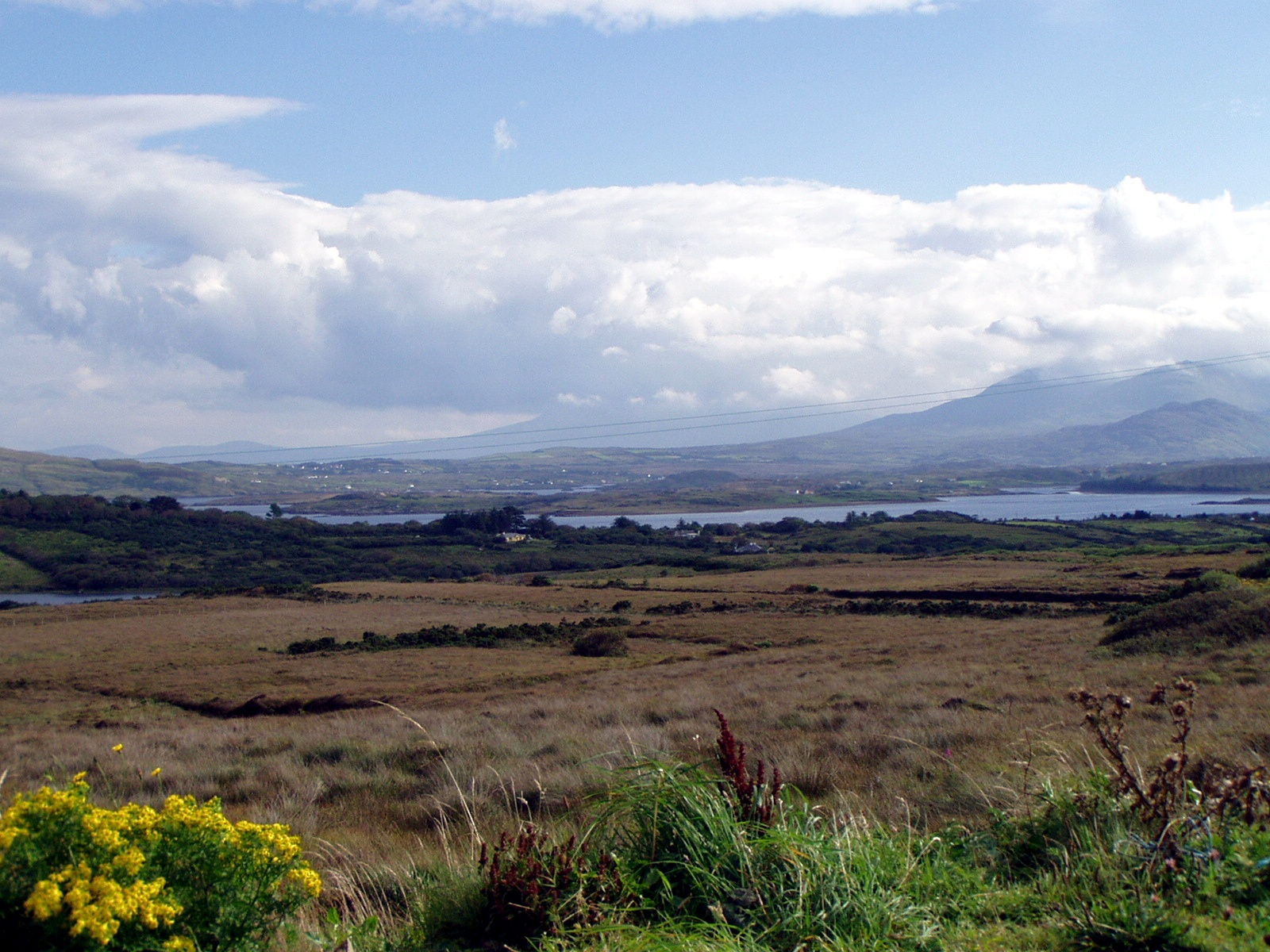
Hábitat típico. Connemara, Irlanda.

La doncella de ondas rojas (Euphydryas aurinia) es una especie de lepidóptero ditrisio de la familia Nymphalidae.

## Características
Posee un tamaño medio, de entre 30 y 46 mm, presentando coloraciones brillantes. Su estándar de dibujo alar varía considerablemente de unos individuos a otros, y al mismo tiempo mantiene semejanzas con otros individuos del género Euphydryas. En ella alternan las manchas amarillas, naranjas, marrones y fondo negro, con un dentado blanco en la parte inferior y una serie de compartimentos punteados, en sentido horizontal, en las alas posteriores. La superficie dorsal de sus alas presenta diseños que les permiten confundirse con el entorno de cortezas y hojas secas, como parte de una estrategia de cripsis para protegerse de los depredadores, presentando tonalidades en amarillo y negro, sin presencia de coloración plata.
Su comportamiento social derivó en la formación de diversas subespecies (hasta 34 sólo en Europa) y razas locales con modelos alares distintos.

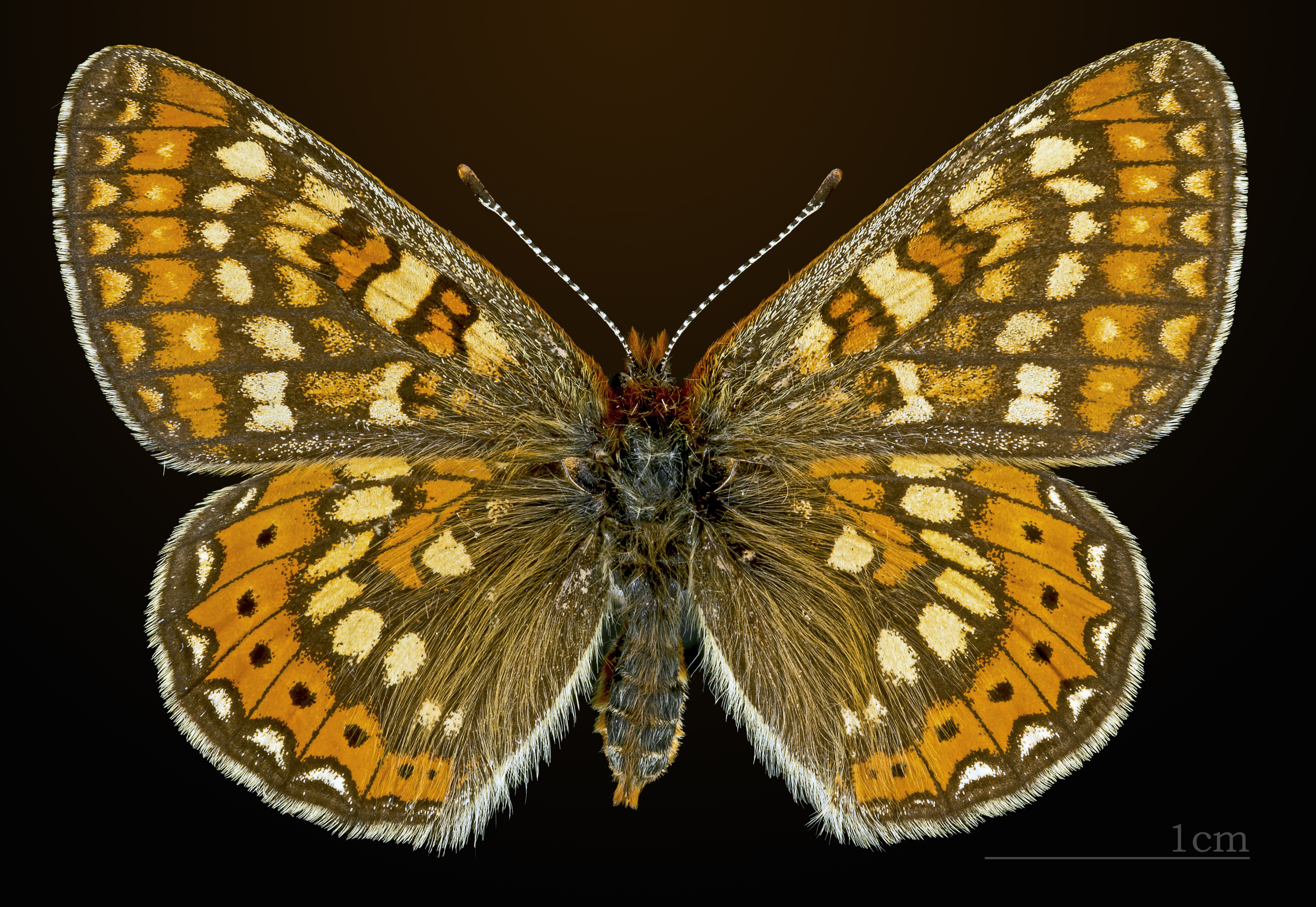
Euphydryas aurinia
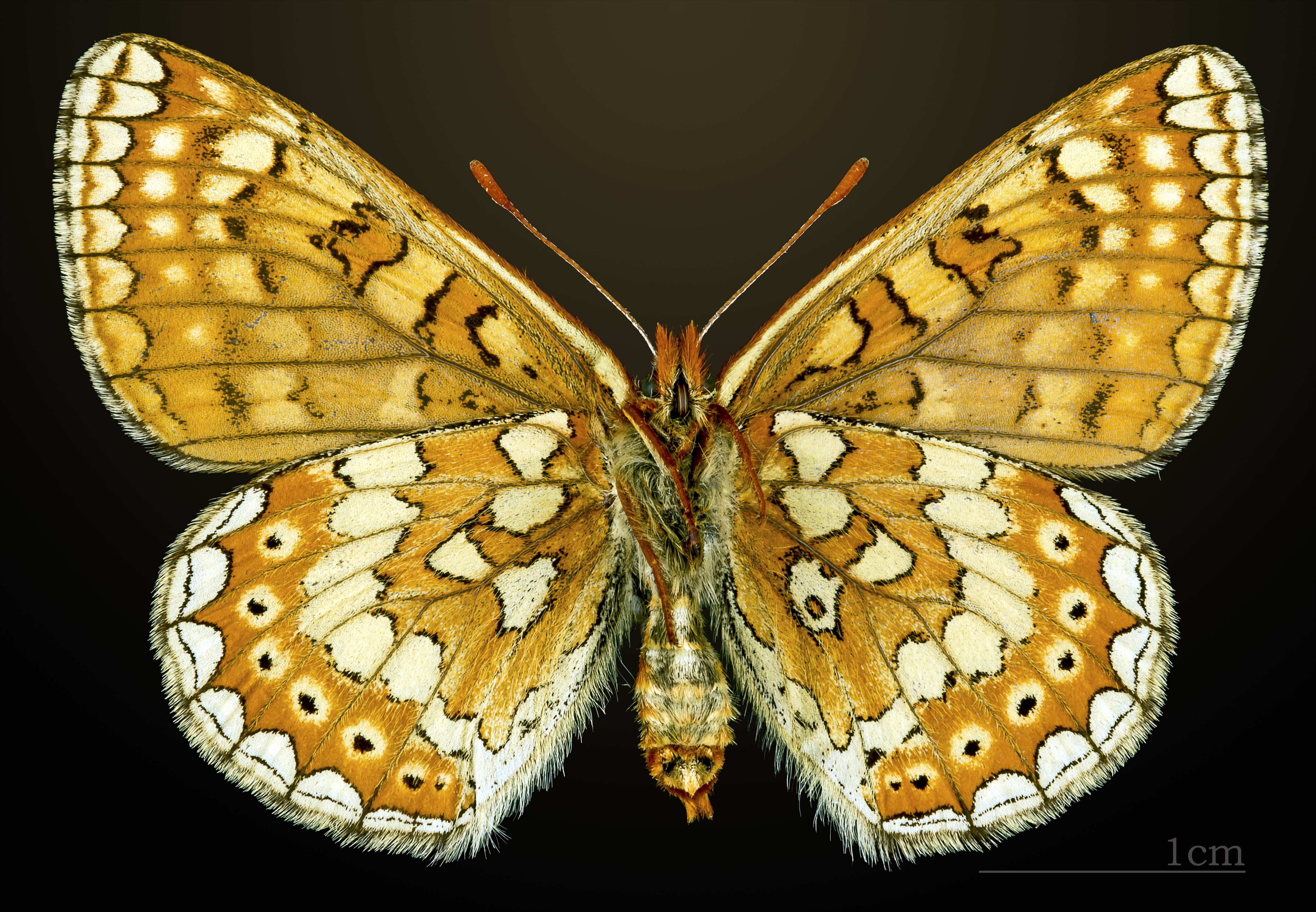
△ Euphydryas aurinia

## Subespecie
- Euphydryas aurinia aurinia
- Euphydryas aurinia banghaasi (Seitz, 1908).
- Euphydryas aurinia barraguei (Betz, 1956)
- Euphydryas aurinia beckeri (Lederer, 1853)
- Euphydryas aurinia bulgarica (Fruhstorfer, 1916)
- Euphydryas aurinia debilis Oberthür, 1909
- Euphydryas aurinia ellisoni (Rungs, 1950)
- Euphydryas aurinia laeta (Christoph, 1893)
- Euphydryas aurinia provincialis (Boisduval, 1828)

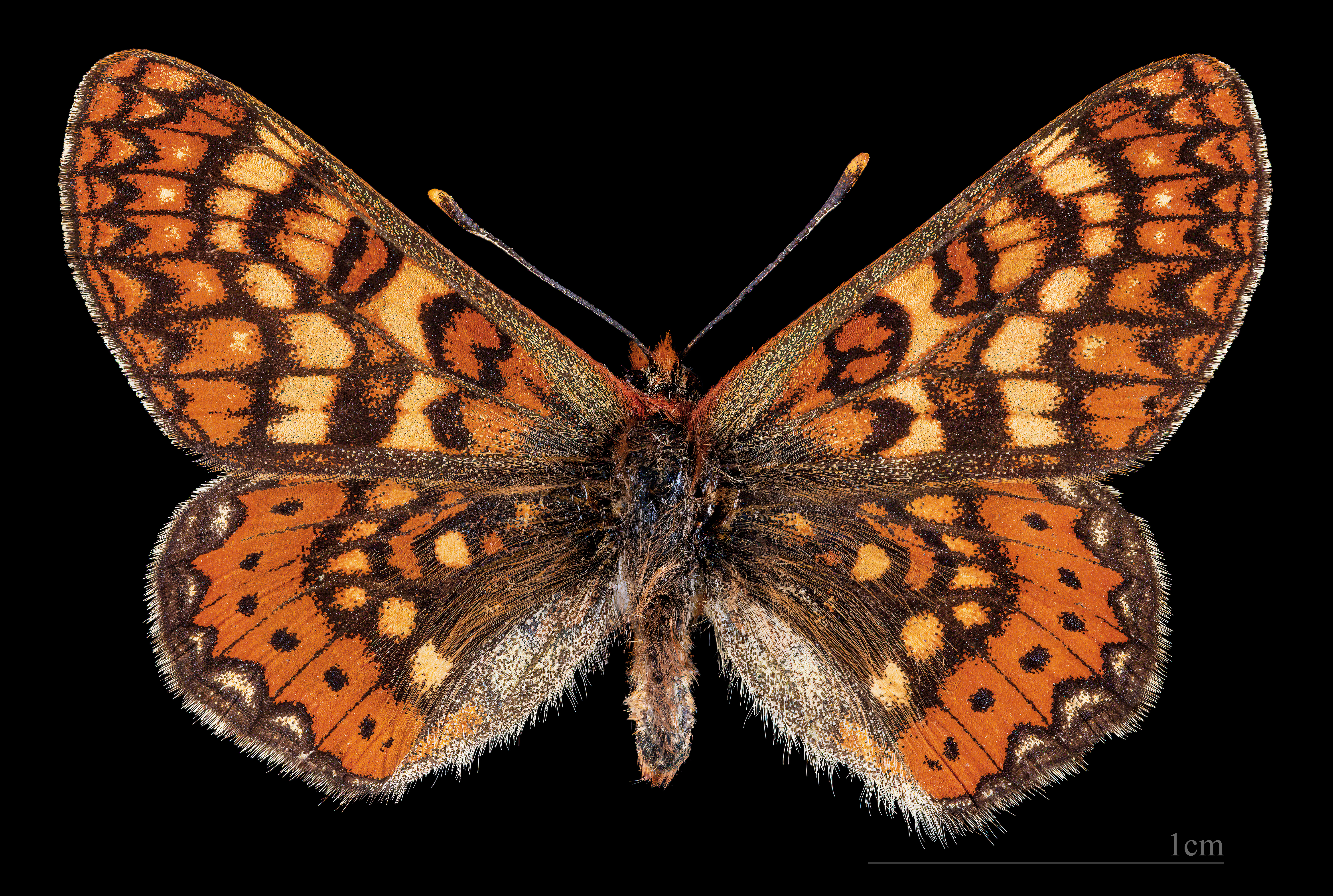
Euphydryas aurinia beckeri ♂
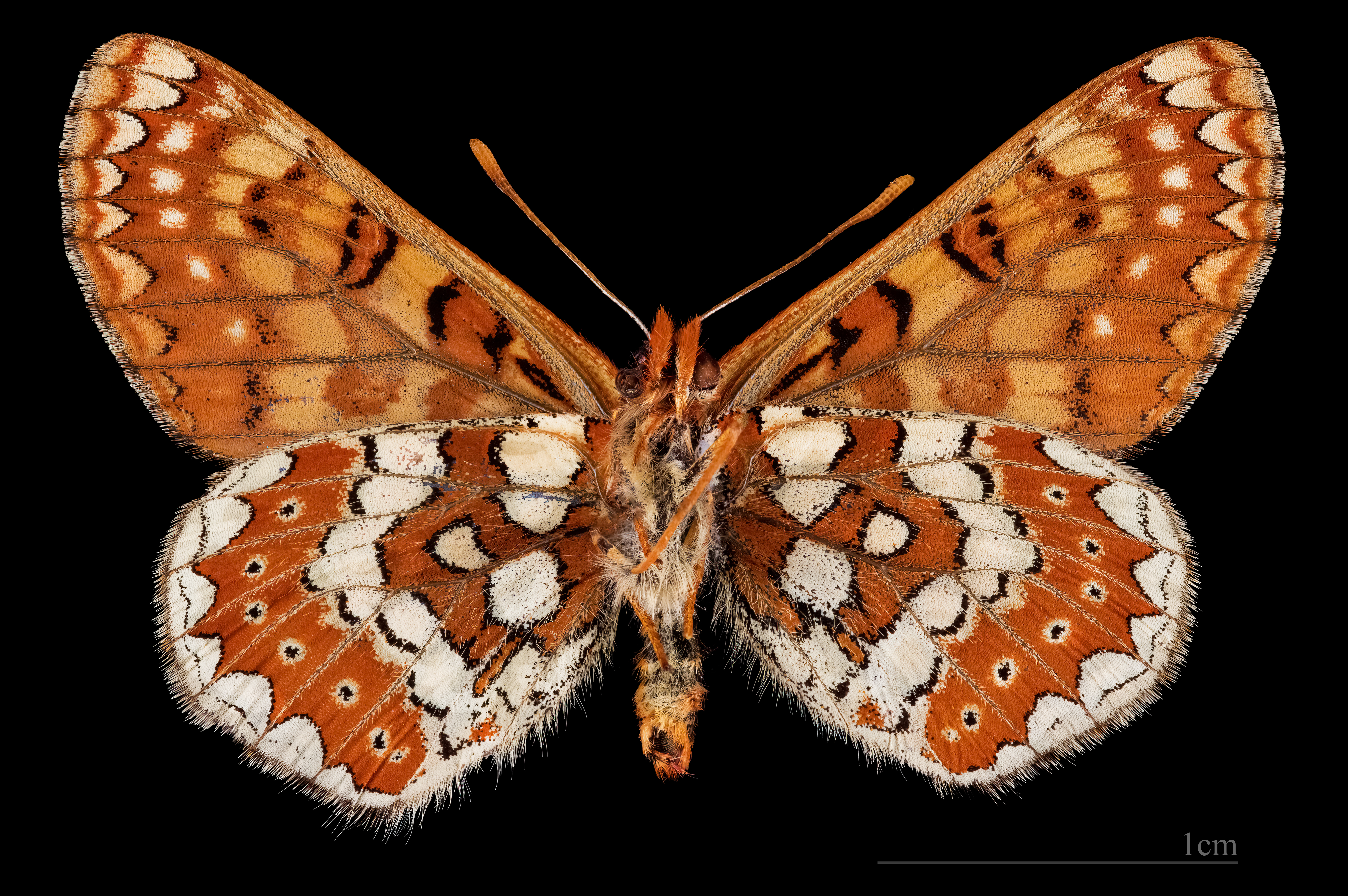
Euphydryas aurinia beckeri ♂  △
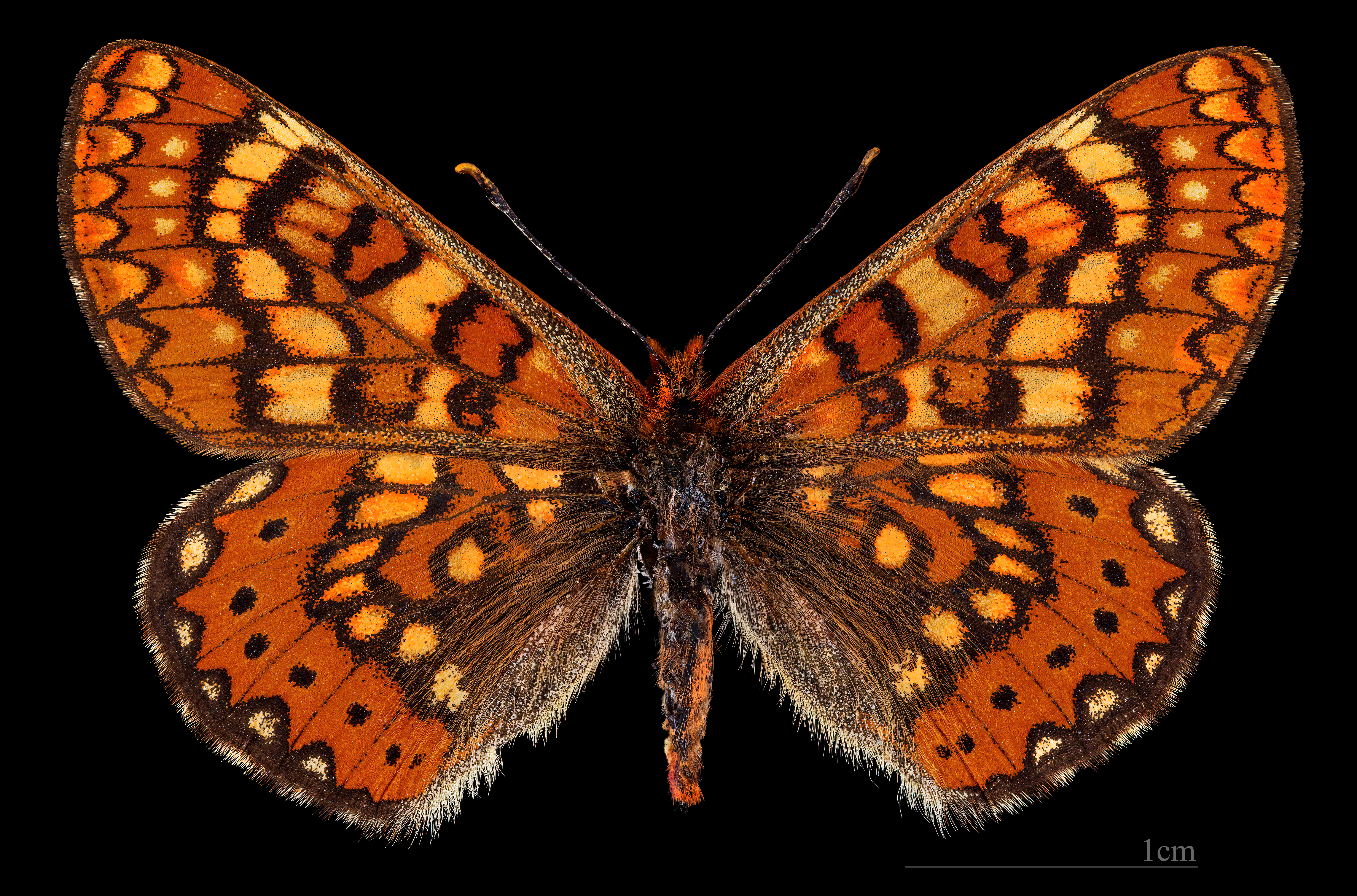
Euphydryas aurinia beckeri ♀
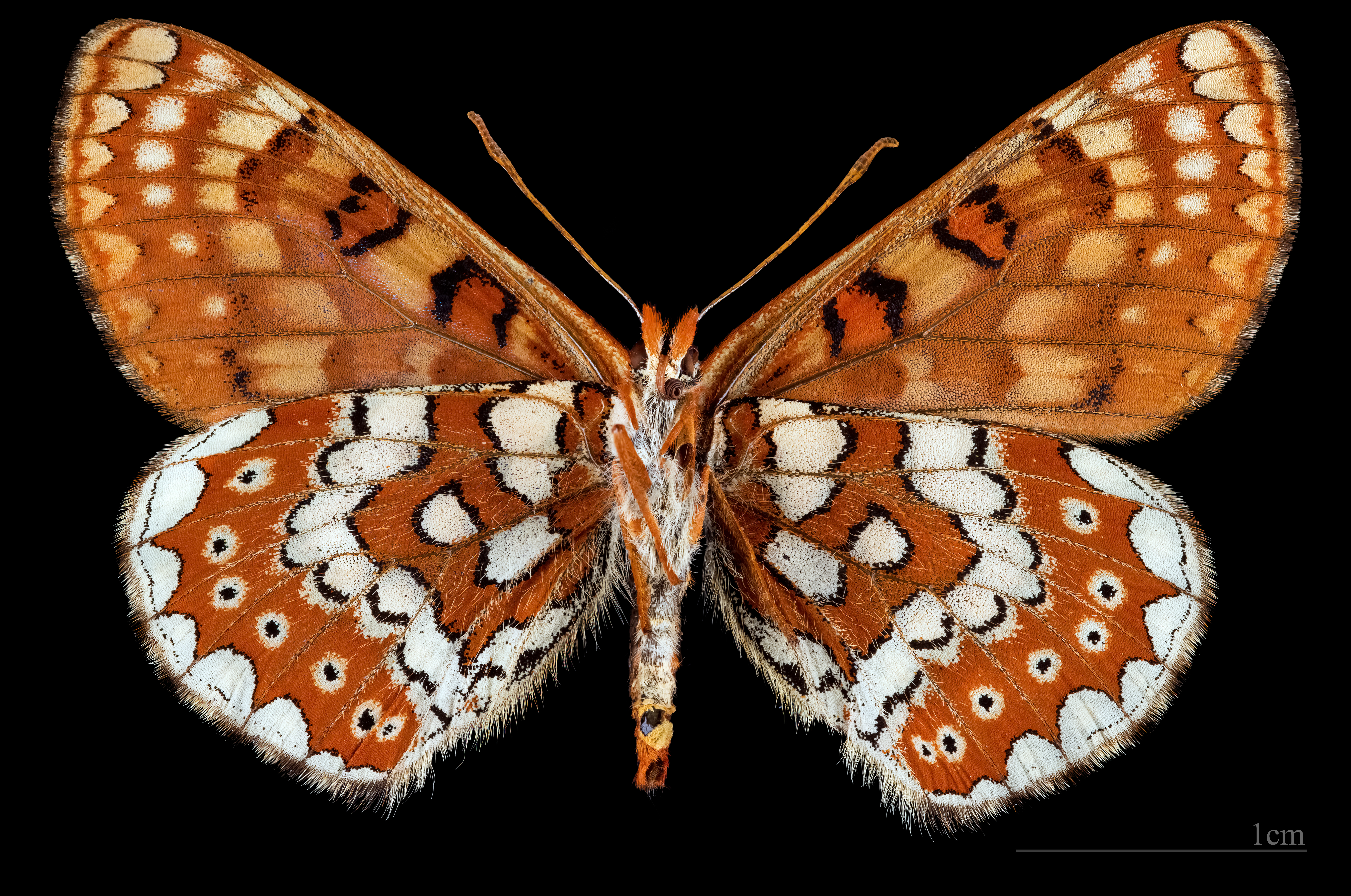
Euphydryas aurinia beckeri ♀ △

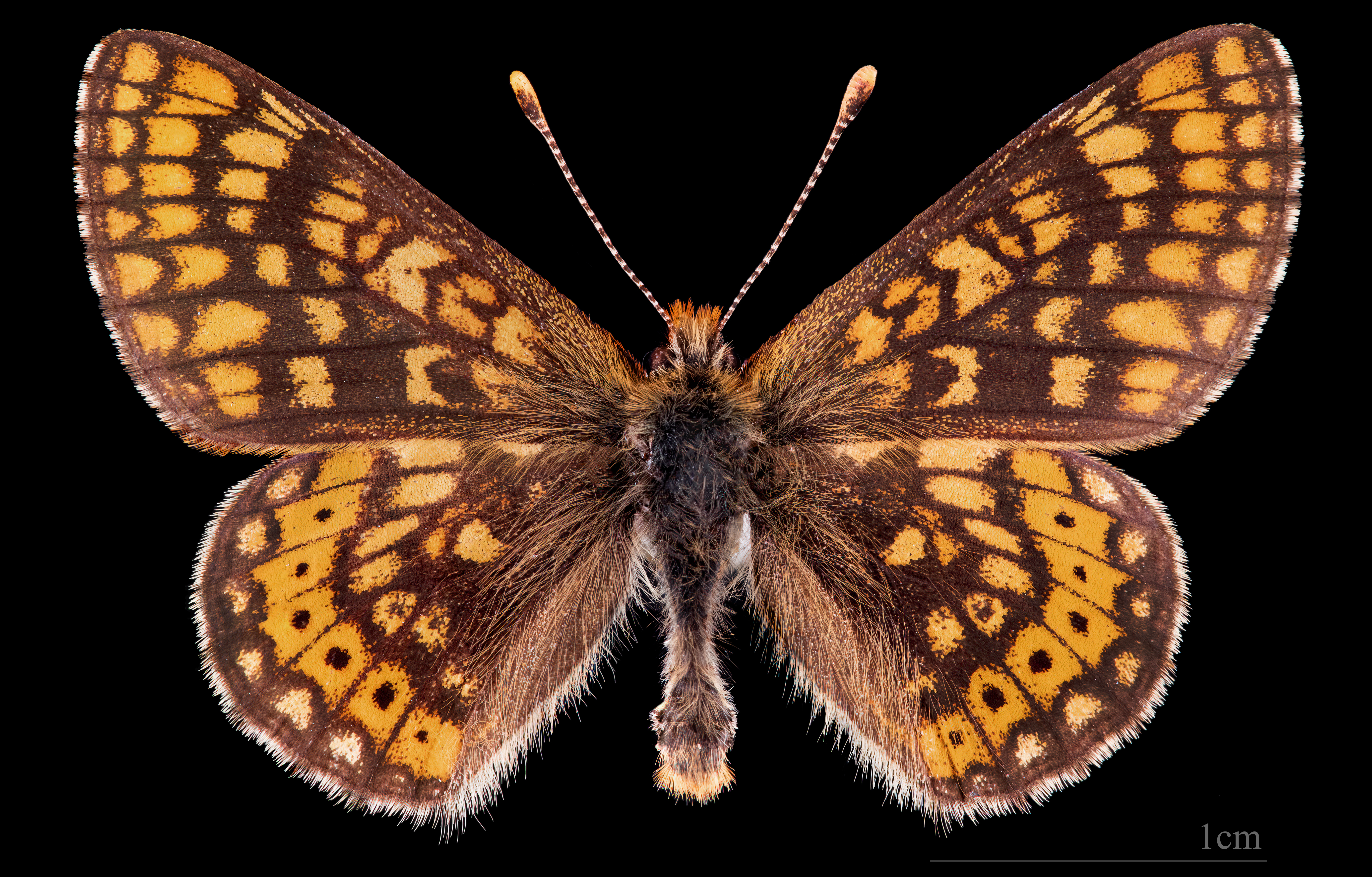
Euphydryas aurinia debilis ♂
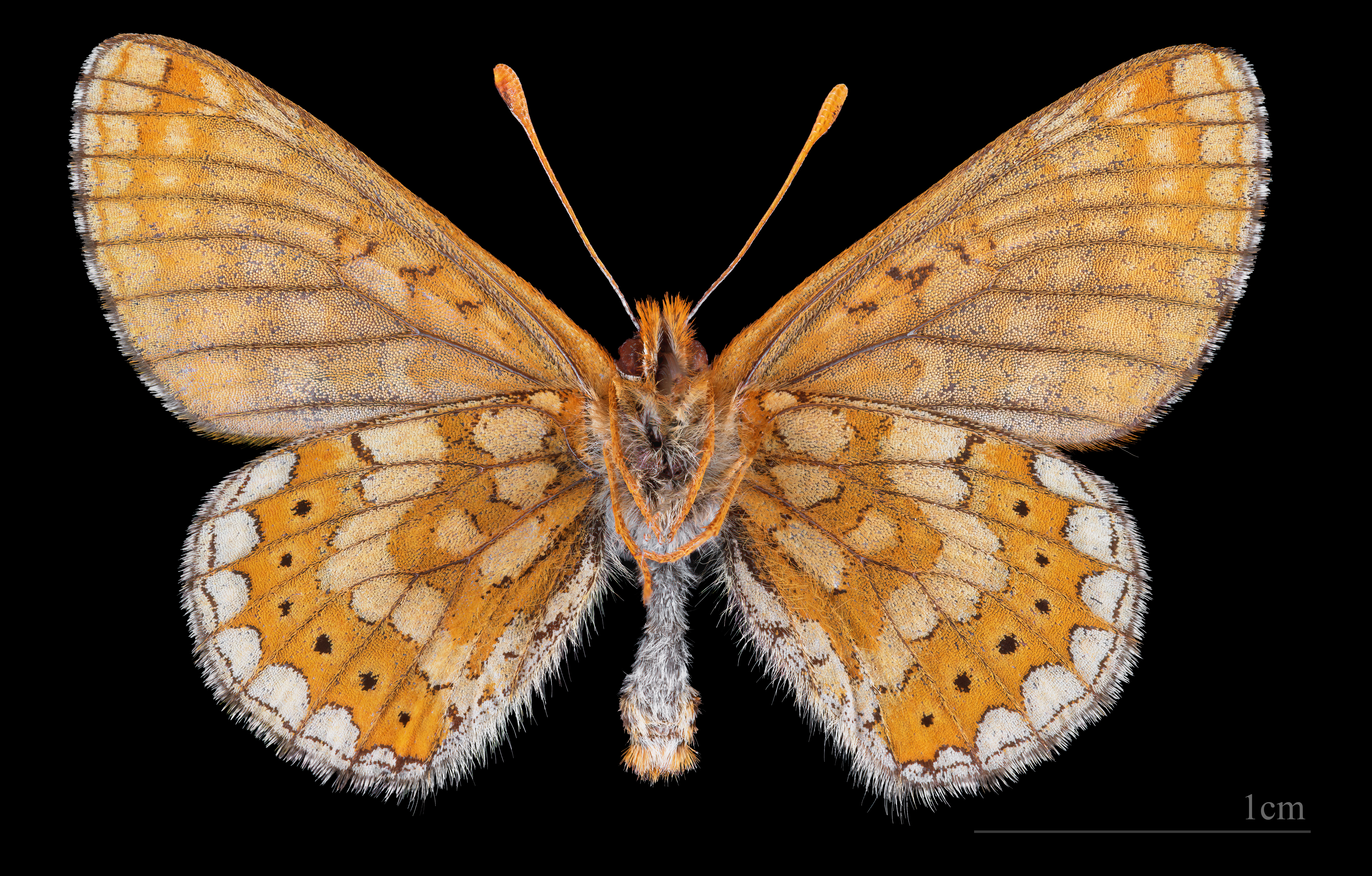
Euphydryas aurinia debilis ♂  △
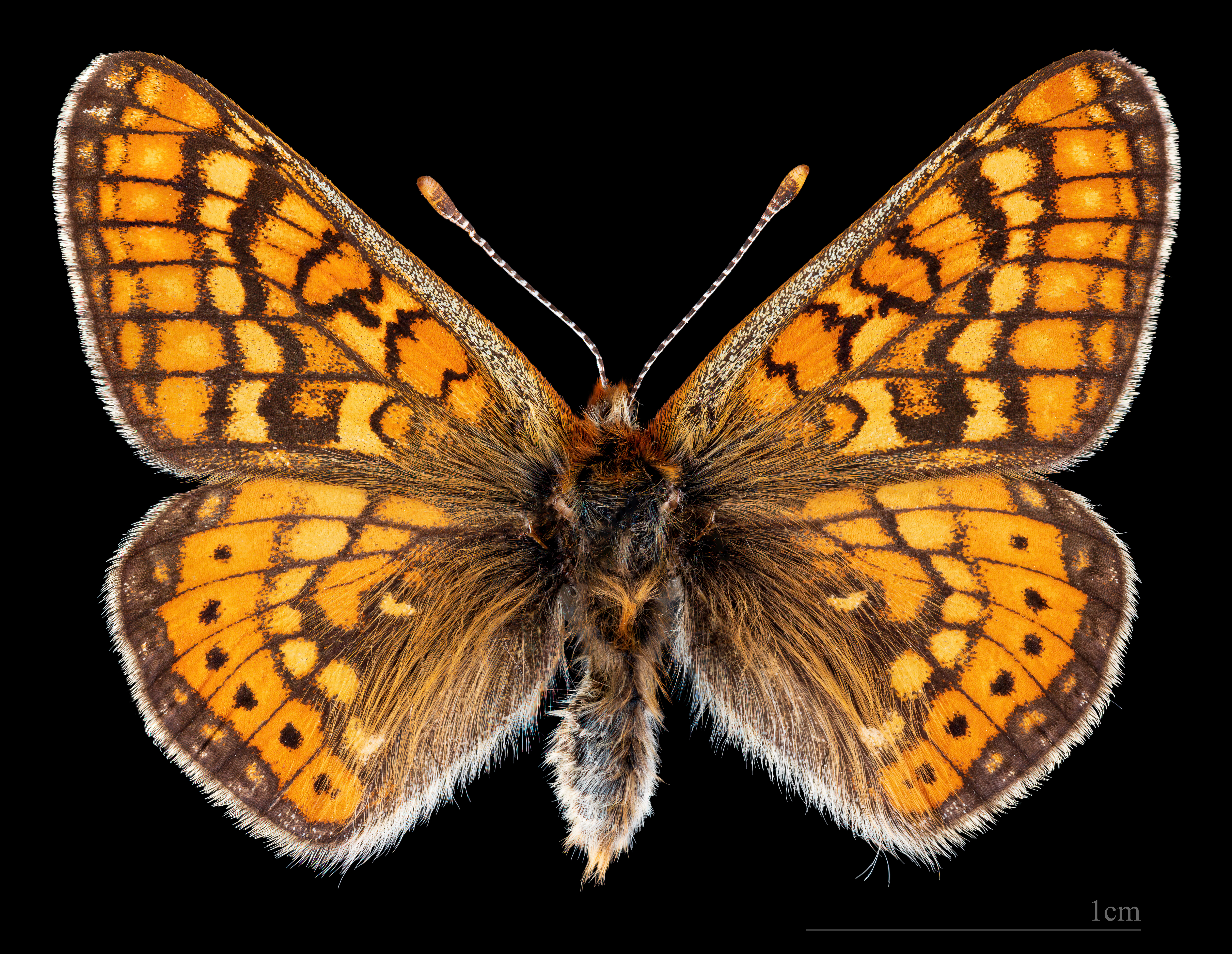
Euphydryas aurinia provincialis ♂
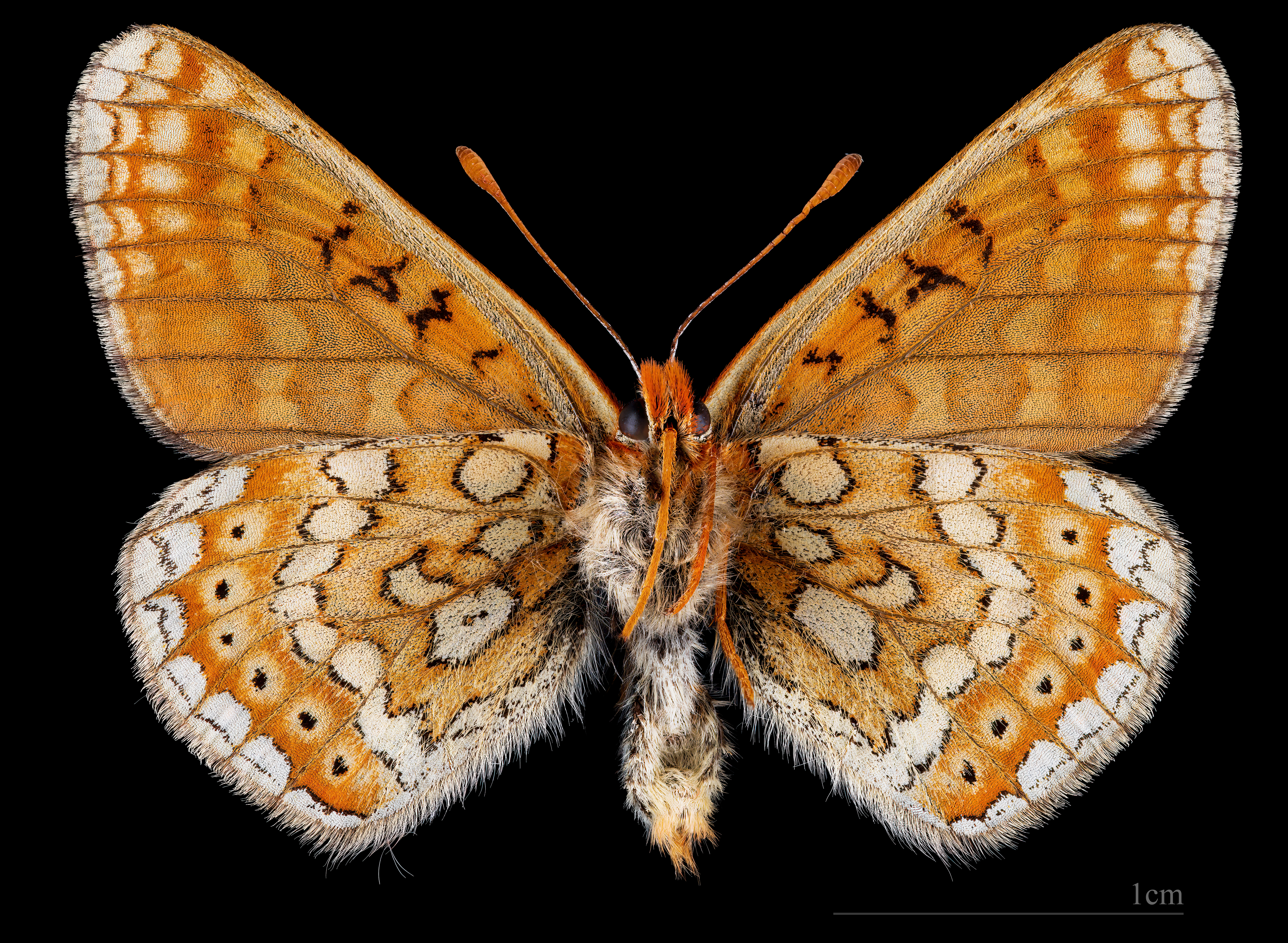
Euphydryas aurinia provincialis ♂ △

## Hábitat
Su fase adulta se corresponde con el tiempo que va de mediados de abril a mediados de julio, si bien debido a la amplia distribución geográfica de esta mariposa su período de presencia puede variar bastante de unos lugares a otros. El estado larvario se extiende de junio a abril, y alrededor de abril está cuatro semanas en estado de crisálida.
Se encuentra en toda la península ibérica y en la mayor parte del continente euroasiático, salvo en las zonas más septentrionales y frías y en las más mediterráneas y cálidas. No se encuentra en altitudes superiores a los 2200 m s. n. m. . Pese a su extensión, se considera una especie en retroceso en Europa, y tiene en las islas británicas y en la península ibérica sus mayores reservas.
Viven en distintos tipos de terreno, principalmente praderas, y tiene predilección por las madreselvas del género Lonicera, a diferencia de E.desfontainii, pariente suya, que lo hace sobre Cephalaria leucantha

## Huevos
Los huevos los ponen en grupos, en la superficie inferior de las hojas de Scabiosa, en mayo y junio. Hasta 350 ponen en una sola puesta. Son de color amarillo pálido recién puestos, se tornan a amarillo brillante, luego a carmesí, y finalmente gris oscuro, justo antes de la incubación.

## Orugas
Las larvas son negras y pilosas, y suelen estar en comunidad y adoptar comportamientos sociales, ya que la presencia de varias larvas juntas les ayuda a mantener el calor durante el proceso de digestión (alrededor de los 35 °C).
Las orugas jóvenes viven agrupadas en telas soportadas en las plantas de las que se alimentan, siendo evidentes hacia finales de agosto. En otoño hacen telas más fuertes, más cerca del suelo, generalmente en las densas matas de hierba, donde comienzan a hibernar.
En la primavera las orugas comienzan a dispersarse de sus comunidades después de su última muda. Cambian el color del marrón a negro y de vez en cuando pueden ser vistas tomando el sol, ya que tienen que alcanzar cierta temperatura para comer.

## Crisálidas
Adopta la forma de crisálida a partir de mediados de abril, debajo de las matas de hierba o de las hojas muertas.

## Adultos
Emergen a partir de mediados de junio a mediados de julio. 

## Población
El trabajo de investigación sobre la dinámica demográfica de Euphydryas aurinia ha mostrado que viven en comunidad. Una comunidad se define como una colección de poblaciones locales que están conectadas como consecuencia de la dispersión ocasional. 
Por lo general Euphydryas aurinia vive en pequeñas poblaciones que tienden a desaparecer y fundar nuevas en sitios cercanos. Un rasgo importante es que siempre habrá hábitat vacío dentro del sistema. Es posible para la mayoría de los parches de hábitat para ser vacío. El asegurar sitios convenientes donde la mariposa no se encuentra en este momento es esencial a su supervivencia a largo plazo.

## Gestión de su conservación
El objetivo es producir una vegetación desigual, corta y larga, entre 8 y 25 cm, para así permitir crecer a las Succisa pratensis, su alimento.
Esto puede ser alcanzado de la siguiente forma:
- Creando pasto de intensidad baja (también conocido como pasto extenso), usando vacas, ya que las ovejas no son tan eficientes como ellas en quitar las plantas salvajes.

- Quemando las malas hierbas, no recomendable porque puede matar una proporción de mariposas.

## Supervisión e indicadores de éxito
- La frecuencia de telas larvales en el entorno de 3 m que se puede contar durante una caminata al azar, por lo menos de 100 pasos, en octubre - febrero. La tela larval debe estar presente en por lo menos el 30% de pasos.
- Frecuencia de las flores (fuentes del néctar del adulto), contadas en el entorno de los 3 m, durante caminata al azar en mayo - junio, debe ser por lo menos del 50%.
- La frecuencia de succisas que se contó en el entorno de 3 m, durante una caminata al azar, por lo menos de 100 pasos. Ausencia de Succisa en por lo menos el 80% de los pasos. Reducción no más del 25% de su abundancia.
- Altura media de césped. Debería haber un mosaico de alturas de césped de entre 8 - 20 cm en mayo - septiembre.
- Supervisión de la estructura del césped. Las mariposas requieren de una estructura variada del hábitat: sitios para tomar el sol, fuentes de néctar, áreas donde posarse.